# Nemeyong II
Nemeyong II est un village du Cameroun, dans la région de l'Est, le département du Haut-Nyong et la commune de Lomié. Il compte parmi les 64 villages[à vérifier] de Lomié.

## Économie
L'agriculture (vivrière et de rente) forme la principale source de revenue du village de Nemeyong II.

## Population
Lors du recensement de 2005, le village comptait 6 habitants, dont 3 hommes et 3 femmes.

## Religion
- Église protestante
- Église catholique
- Islam

## Langue
- Ndjem (langue)